# زارکوییه (زرند)
زارکوییه (زرند)، روستایی از توابع بخش مرکزی شهرستان زرند در استان کرمان ایران است.

## جمعیت
این روستا در دهستان جرجافک قرار دارد و براساس سرشماری مرکز آمار ایران در سال ۱۳۸۵، جمعیت آن ۳۲ نفر (۱۰خانوار) بوده‌است.